# Кольцов, Алексей Васильевич
Алексе́й Васи́льевич Кольцо́в (3 [15] октября 1809[…], Воронеж[…] — 29 октября [10 ноября] 1842, Воронеж[…]) — русский поэт и купец.
Ранние поэтические опыты Алексея Кольцова представляют подражания стихотворениям Ивана Дмитриева, Василия Жуковского, Александра Пушкина, Ивана Козлова, Михаила Хераскова и других поэтов; в этих произведениях поэт только ещё нащупывает собственную художественную манеру. Высшей точкой художественных достижений Кольцова считаются его «песни», которые начинают преобладать в его творчестве с начала 1830-х годов. Впервые в русской поэзии в качестве лирического героя поэт показал крестьянина с его внутренними переживаниями. При этом попытки писать в духе книжной поэзии наблюдаются у Кольцова до самой смерти, вперемежку с «песнями», да и среди последних некоторые ближе к книжным формам. Другой жанр Кольцова — думы, которые по форме схожи с его песнями, а по содержанию представляют своеобразную поэтическую философию. Кольцов пытается уяснить себе в думах мировые проблемы. Любимым стихотворным размером зрелого Кольцова был пятисложник, который (в дань памяти поэту) стиховеды нередко обозначают как «кольцовский пятисложник».

## Биография
|  |  |

Алексей Васильевич Кольцов родился 3 (15) октября 1809 года в Воронеже в семье прасола (скупщика и торговца скотом), слывшего во всей округе честным партнёром и строгим домохозяином. Дом Кольцовых, где Алексей появился на свет, стоял на перекрёстке улиц Большой Стрелецкой и Коперника. Отец поэта Василий Петрович Кольцов (1775—1852), человек крутого нрава, страстный и увлекающийся, не ограничиваясь прасольством, арендовал земли для посева хлебов, скупал леса под сруб, торговал дровами, занимался скотоводством. Мать Прасковья Ивановна (1784—1861), добрая, но необразованная женщина, не владела даже грамотой. В семье сверстников Кольцов не имел: сестра была намного старше, а брат и другие сёстры гораздо моложе.
С 9-ти лет Кольцов постигал грамоту на дому, проявив такие способности, что летом 1820 года поступил в первый класс двухклассного уездного училища, минуя приходское училище, а также подготовительный класс. Первоначальное его обучение отмечено успехами. По принятой шкале оценок он удостоен высшей — «остр». Кроме того, аккуратен в посещениях и прилежен. Все меняется на втором году обучения. За четыре месяца девяносто три пропуска занятий. Отучившись четыре месяца, Кольцов был забран отцом из училища, и вовлечён в отцовские дела. Василий Петрович считал, что этого образования сыну вполне хватит, чтобы стать его помощником. Виссарион Белинский об уровне его образования писал следующее: «Не знаем, каким образом был он переведён во второй класс, и вообще чему он научился в этом училище, потому что как ни коротко мы знали Кольцова лично, но не заметили в нём никаких признаков элементарного образования. <…> Он не имел почти никакого понятия о грамматике и писал вовсе без орфографии».
В училище Алексей полюбил чтение, первые прочитанные им книги были сказками, например, про Бову, про Еруслана Лазаревича. Эти книги он покупал на полученные деньги, лакомства и игрушки, полученные от родителей. Позже Алексей стал читать различные романы, которые брал у своего товарища — Варгина, также являвшегося сыном купца. Особенно будущему поэту нравились произведения «Тысяча и одна ночь» и «Кадм и Гармония» М. М. Хераскова. После смерти в 1824 году Варгина Алексей Кольцов получил в наследство его библиотеку — около 70 томов. Эти книги положили начало кольцовской библиотеке. Как писал Белинский, благодаря развитому воображению Кольцов после того как прочитывал книги начинал сочинять, подражая прочтённому, но «так как тогда он ещё не имел привычки поверять бумаге всё, что ни приходило ему в голову, то его неясные самому ему авторские порывания и остались в одних мечтах». В пятнадцатилетнем возрасте Кольцов приобретает сборник стихов Ивана Дмитриева. При знакомстве со стихами Дмитриева Кольцов более всего был потрясён самим фактом существования литературной стихотворной речи, отличной как от прозы, так от народной поэзии.
Под влиянием поэзии Дмитриева, Кольцов начинает сочинять стихи. Свой первый поэтический опыт Кольцов (со слов Авдотьи Панаевой) описал так: «Я ночевал с гуртом отца в степи, ночь была тёмная-претёмная и такая тишина, что слышался шелест травы, небо надо мною было тоже темное, высокое, с яркими мигающими звездами. Мне не спалось, я лежал и смотрел на небо. Вдруг у меня стали в голове слагаться стихи; до этого у меня постоянно вертелись отрывочные без связи рифмы, а тут приняли определенную форму. Я вскочил на ноги в каком-то лихорадочном состоянии; чтобы удостовериться, что это не сон, я прочел свои стихи вслух. Странное я испытывал ощущение, прислушиваясь сам к своим стихам». В шестнадцать лет Кольцов пишет первое стихотворение «Три видения», написанное после того как приятель рассказал Кольцову о снившемся ему три ночи подряд одном и том же сне. Поскольку Кольцов на тот момент не владел правилами стихосложения, он взял одно из стихотворений Дмитриева и по образу его и подобию сделал своё. Впоследствии Кольцов признал данный опыт неудачным и уничтожил рукопись с этим стихотворением, но отныне интерес к стихам приобрёл у Кольцова уже совершенно особый характер. На даваемые отцом деньги покупаются стихи: за Дмитриевым последовали Ломоносов, Державин, Богданович.
Кольцову, решившему встать на путь сочинительства, но не обладавшему для этого достаточными знаниями, нужен был литературный наставник. Такого наставника он нашёл в лице воронежского книготорговца Дмитрия Кашкина, который в начале 1820-х годов открыл первый в Воронеже книжный магазин. Книжная лавка Кашкина, располагавшаяся на улице Пушкинской, на углу Щепной площади, стала своего рода клубом. Как вспоминал Ф. Д. Трясоруков: «В первых годах открытия книжной лавки Д. А. Кашкина бывшей на углу Сенной (ныне Щепной) площади… помнится, в 1825 г. я видал в этой лавке мальчика лет 15, небольшого роста, незавидной наружности, в нагольном засаленном полушубке, рассматривающего книги или читающего что-нибудь новое. Будучи сам страстным любителем чтения, я с особенным вниманием смотрел на него и, признаюсь, более потому, что наружность и костюм его не соответствовали такому занятию, особенно в то время». Кольцов показал Кашкину свои первые опыты. Кашкин, признав эти опыты неудачными, всячески поощрял стихотворство Кольцова и подарил юноше теоретический труд Василия Подшивалова по стихосложению: «Русская просодия, или Правила, как писать русские стихи, с краткими замечаниями о разных родах стихотворений», впервые изданный в 1808 году. Кроме того, в течение пяти лет Кольцов пользовался безвозмездно библиотекой Кашкина, где кроме книжных новинок были и раритетные издания. Наиболее нравившихся авторов юный Кольцов покупал. Из самых любимых оказались Дельвиг, Жуковский и Пушкин.
Кольцов знакомил со своими стихами не только Кашкина, но и всех, кого считал нужным. Он стремился вынести стихи на внешний суд и был к нему очень внимателен. Скоро его стихи начали расходиться в списках. Таким, образом в Воронеже известность Кольцова почти с самого начала писания им стихов была широкой. Кольцов общался с подобными ему поэтами-самоучками, участвовал в деятельности литературных кружков, которые создавали эти поэты. В 1827 году Кольцов познакомился со студентом Воронежской духовной семинарии Андреем Сребрянским, лидером литературно-философского кружка, действовавшего при семинарии. Хотя Сребрянский как и Кольцов родился в 1809 году, он, отличаясь значительно большей образованностью, сразу стал наставником Кольцова, а также читателем, критиком и редактором его стихов. Сребрянский редактировал, правил, черкал и просто уничтожал то, что ему казалось слабым в стихах его ещё не искушённого подопечного. Совместные занятия поэзией приобретали тем больший задор и увлекательность, что Серебрянский сам был поэтом, то есть не только наставником, но и как бы соперником. Не ограничиваясь только литературой, Сребрянский стал учителем Кольцова и в мировоззренческом плане. Именно Сребрянский привил Кольцову интерес к философии. Кроме того, в августе 1829 года Кольцов знакомится с профессором Воронежской семинарии Александром Дмитриевичем Вельяминовым, преподававшим в ней философию и физико-математические науки, а также занимавшимся и сочинениями и переводами. Кольцов и в Вельяминове увидел одного из вероятных критиков и литературных советчиков и часто приносил ему тетради со своими стихами. Кроме того, благодаря Вельяминову для Кольцова открылась библиотека Воронежской духовной семинарии, которая занимала третье место после библиотек Новгородской и Троице-Лаврской семинарий. Также Кольцов пользовался и личной библиотекой Вельяминова. Это было особенно важно для Кольцова потому, что в ту пору в Воронеже не было публичных библиотек.
В 1829 году Кольцов через Кашкина знакомится с Василием Сухачёвым. Встреча с Сухачевым была довольно мимолётной, но Кольцов успел проникнуться к нему доверием и показать ему свои стихи. В 1830 году в «Листках из записной книжки В. Сухачева» было помещено без указания авторства стихотворения Кольцова: «Не мне внимать», «Приди ко мне», «Мщение». Такая анонимная публикация неудобств не составила, так как в Воронеже люди, причастные к литературе, знали, чьи это стихи. Тем не менее, хотя в «Листках» не говорилось, что это стихи Сухачёва, последнего впоследствии обвиняли в присвоении чужих стихов. Под своим именем Алексей Кольцов опубликовал стихи в 1831 году в московской газете «Листок». Примечательно, что там же дебютировал и будущий друг и биограф Кольцова — Виссарион Белинский. В том же году Кольцов знакомится с Николаем Станкевичем. Благодаря ему стихотворение Кольцова «Русская песня» («Я затеплю свечу…») было напечатано «Литературная газета», во главе которой стояли Дельвиг, Вяземский, Пушкин. Станкевич в письме редактору впервые и представил поэта: «Вот стихотворение самородного поэта г. Кольцова. Он воронежский мещанин, и ему не более двадцати лет от роду; нигде не учился и, занятый торговыми делами по поручению отца, пишет часто дорогою, ночью, сидя верхом на лошади. Познакомьте читателей „Литературной газеты“ с его талантом». Так Кольцов вошёл не только в большую литературу, но и в кружок Станкевича. О восприятии Кольцова современниками Белинский написал: «Большею частию в нём видели русского мужичка, который, едва зная грамоте, сам собою открыл и развил в себе способность писать стишки, и притом недурные. <…> Будь он не мещанин, почти безграмотный, не прасол, — его стихотворения, может быть, едва ли были бы тогда замечены. Первые стихотворения Кольцова печатались изредка в разных малоизвестных изданиях».
В 1835 году усилиями Станкевича и В. Г. Белинского был издан первый сборник его стихотворений «Стихотворения Алексея Кольцова», ставший единственным, изданным при жизни поэта. Александр Шалышин отмечал: «Известен недоумевающий и пренебрежительный устный отзыв о ней Недеждина, который не помешал, однако, Белинскому дать о ней сочувственную заметку в „Телескопе“, издаваемом тем же Надеждиным. Славянофильская печать проглядела это оригинальное проявление русского народного духа».
В начале 1836 года Кольцов снова поехал в Москву и оттуда в первый раз в Санкт-Петербург по тяжебным и торговым делам отца. Благодаря Станкевичу он познакомился с Жуковским, Вяземским, Владимиром Одоевским и Пушкиным, который опубликовал в своём журнале «Современник» стихотворение Кольцова «Урожай». После выхода стихотворений «Молодая жница», «Пора любви» и «Последний поцелуй» Кольцовым заинтересовался Михаил Салтыков-Щедрин. Он называл главной особенностью этих стихов «жгучее чувство личности». Но особенно значимым для него была встреча с Виссарионом Белинским, отношения к которому впоследствии перешли в дружбу. По переезде Кольцова в Петербург начинается его переписка с Белинским, которая продолжается затем до конца жизни Кольцова и занимает важнейшее место в его корреспонденции. Почтительный тон ученика в обращении к учителю в его письмах слышится с самого начала.
Разъезжая по торговым делам отца, Кольцов встречался с различными людьми, собирал фольклор. Его лирика воспевала простых крестьян, их труд и их жизнь.
3 августа 1838 года умирает Андрей Сребрянский. 25 июня 1840 года умирает Николай Станкевич. Кольцов всё более тяготится ремеслом купца, отдаляется от своих прежних друзей в Воронеже. 15 августа 1840 года Кольцов писал Белинскому: «Нет голоса в душе быть купцом, а все мне говорит душа день и ночь, хочет бросить все занятия торговли и сесть в горницу, читать, учиться. Мне бы хотелось теперь сначала поучить хорошенько свою русскую историю, потом естественную, всемирную, потом выучиться по-немецки, читать Шекспира, Гёте, Байрона, Гегеля, прочесть астрономию, географию, ботанику, физиологию, зоологию, Библию, Евангелие и потом года два поездить по России, пожить сначала год в Питере». У него начались ссоры с отцом, который не одобрял литературное творчество сына.
В результате депрессии и длительной чахотки Кольцов умер в возрасте тридцати трёх лет в 1842 году. Поэт был похоронен на Митрофаньевском кладбище в Воронеже.
В 1846 году известный русский актёр эпохи романтизма, П. С. Мочалов, знавший А. В. Кольцова, опубликовал в журнале «Репертуар и Пантеон» свои стихи:
 Пришёл я, низко

 поклонился

 С глубоким вздохом

 и слезой

 Взглянул на крест

 и помолился

 Души твоей за упокой.

 Так здесь Кольцова

 схоронили, —

 С тобой высокие мечты.

 Но верь — не все тебя

 забыли —

 Бояна русского, и ты

 Остался жить в сердцах

 людей

 Прекрасной песнею твоей.

## Критика
- В 1856 году в пятом выпуске журнала «Современник» была опубликована статья Н. Г. Чернышевского, посвящённая творчеству А. В. Кольцова[36].
- Согласно литературному критику Ю. И. Айхенвальду[37],

Поэзия Кольцова — это деревня нашей литературы. Из города, из обители культурных утонченностей, она выводит нас в открытое поле, в царство зелени и луговых цветов, и глазам открываются пестреющие во ржи, никем не посеянные, никем не взращенные васильки. Все здесь непосредственно, искренне, естественно, и жизнь дана в своей первобытности и простоте.

## Память

### В Воронеже
- Именем А. В. Кольцова названы сквер, гимназия, библиотека, Воронежский государственный академический театр драмы и улица.

#### Могила А. В. Кольцова
Могила А. В. Кольцова сохраняется в Литературном некрополе недалеко от Воронежского цирка. На надгробии ошибочно приведена дата смерти Алексея Васильевича. На самом деле он умер не 19, а 29 октября.
|                                                                       |                                                                            |                                                                               | |                                                                                         |
| Первый надгробный памятник на могиле А.В. Кольцова (в конце XIX века) | Надгробный памятник на могиле А.В. Кольцова в 2008 году (до реконструкции) | Надгробный памятник на могиле А.В. Кольцова в 2009 году (после реконструкции) | Надписи: Здесь покоится прах Алексея Васильевича Кольцова скончавшегося 19 октября 1842 года на 34 году от рождения | Надписи: В душе страсти огонь Разгорался не раз Но в бесплодной тоске Он сгорел и погас |

|                            |                              |                                                     |  |
| Могила отца А. В. Кольцова | Могила матери А. В. Кольцова | Надгробный памятник на могиле сестры А. В. Кольцова |  |

#### Памятники А. В. Кольцову
В Кольцовском сквере в 1868 году установлен бюст поэта. В 1918 году  в сквере у Китайгородской стены был установлен гипсовый памятник, не сохранившийся до настоящего времени; на открытии присутствовал Сергей Есенин, запечатлённый на единственной сохранившейся киноплёнке. Памятник поэту в 1976 году установлен также на Советской площади Воронежа. Последний в 2017 году демонтирован с площади, и в 2018 году установлен на Кольцовском бульваре Кольцовской улицы.
|                                          |                                                                                      |  |
| Бюст А. В. Кольцову в Кольцовском сквере | Памятник А. В. Кольцову на Советской площади (ныне перемещен на Кольцовский бульвар) |  |

#### Воронежский государственный академический театр драмы имени А. В. Кольцова
В 1959 году Указом Президиума Верховного Совета РСФСР Воронежскому государственному драматическому театру было присвоено имя Алексея Васильевича Кольцова. За год до этого главный режиссёр театра Фирс Ефимович Шишигин поставил спектакль «Алексей Кольцов» по одноимённой повести В. А. Кораблинова. Премьера состоялась в мае 1958 года. Воронежский писатель и журналист Валентин Ющенко писал в то время:
Режиссёр отказался от традиции, когда хоровое исполнение выносится за кулисы. Хор непрерывно присутствует на сцене и является активным действующим лицом. Воссоздание на нашей сцене образа славного поэта — праздничное событие в культурной жизни города.
19 июня 1958 года в рамках Декады профессионального и самодеятельного искусства Воронежской области в Москве спектакль «Алексей Кольцов» был показан на сцене театра имени Вл. Маяковского. Многие актёры после этого были награждены почётными званиями.

### В других населённых пунктах
- Именем поэта названо село Кольцово (бывшее — Сергиевское) в Калужской области[40].
- Кольцовская улица в Таганроге переименована (бывшая Выгонная) в честь поэта в 1909 году[41].
- В честь поэта в 1981 году в Святошинском районе Киева назван бульвар.
- Улица Кольцова в посёлке Радица-Крыловка названа в честь поэта.
- Именем Кольцова 24 августа 1938 года назван переулок в Орле[42].
- Именем Кольцова названа улица в Йошкар-Оле – столице Марий Эл[43].

## В культуре

### В музыке
Многие стихотворения Кольцова были положены на музыку русскими композиторами XIX века, среди которых И.И. Геништа («Последняя борьба», «Лесной староста»), А. С. Даргомыжский («Без ума, без разума», «Не судите, люди добрые», «Не скажу никому», «Приди ко мне»), М. А. Балакирев («Обойми, поцелуй», «Исступление», «Песнь старика», «Приди ко мне», «Я любила его»), М. П. Мусоргский («Дуют ветры, ветры буйные», «Много есть у меня теремов и садов», «По-над Доном сад цветёт», «Весёлый час»), Н. А. Римский-Корсаков («Пленившись розой, соловей»).
В 1998 году в Воронеже Олегом Пожарским, автором и исполнителем, был записан и выпущен CD с песнями на стихи А. В. Кольцова и И. С. Никитина «Кольцовский сквер — площадь Никитина», включающий в себя произведения: «Где вы, дни мои», «Ты прости-прощай», «Кольцо», «Путь», «Дуют ветры», «Дума Сокола», «Исступление», «Грусть девушки», «Дума селянина», «Соловьём залётным», «Ярко звёзд мерцанье» (И. С. Никитин), «Не весна тогда», «Утро» (И. С. Никитин).

### В кино
- В 1959 году вышел советский историко-биографический художественный фильм «Песня о Кольцове», в главной роли — Виталий Коняев.
- В 1997 году по мотивам романа Владимира Кораблинова «Жизнь Кольцова» был снят фильм «На заре туманной юности», в роли Кольцова — Александр Вершинин.

### В филателии, нумизматике, сигиллатии и др.
- В 2009 году Центральным банком Российской Федерации была выпущена монета (2 рубля, серебро 925 пробы, пруф) из серии «Выдающиеся личности России» с изображением на реверсе портрета А. В. Кольцова[44].
- В 2011 году к 425-летию Воронежа Почта России выпустила конверт с изображением памятника поэту в Кольцовском сквере.

- Почтовые марки и монеты
- Почтовая марка СССР из серии Писатели нашей Родины (1956—1960), 1959 год
- Почтовая марка СССР, посвящённая Кольцову, 1969, 4 копейки (ЦФА 3806, Скотт 3652)
- Памятная серебряная монета Банка России, посвящённая 200-летию Кольцова

## Адреса

### Адреса в Воронеже
- Ул. Большая Стрелецкая, 53 — предположительно на этом месте стоял дом[45], в котором родился Алексей Васильевич. В 1984 году во время празднования 175-летия со дня рождения поэта на стене дома была повешена мемориальная доска со следующим содержанием:

На этом месте стоял дом, в котором 3 (15) октября 1809 г. родился русский поэт Алексей Васильевич Кольцов.
- Ильинский храм — храм, в котором был крещён Алексей Васильевич[45]. Метрическая запись гласит:

… Октября 3 рождён… Вопринимали при крещении купец Николай Иванов Галкин и купецкая жена Евдокия Васильева Чеботарёва.
- Девиченская ул. (ныне ул. Сакко и Ванцетти), 72 — на этом месте находилось уездное училище[46], в котором учился А. В. Кольцов. Сейчас здесь построен один из корпусов Воронежской технологической академии.
- Ул. Большая Дворянская (ныне проспект Революции), 22 — бывшая резиденция воронежских губернаторов[46] — здесь Кольцов неоднократно бывал на приёме у губернатора.
- Ул. Большая Дворянская (ныне проспект Революции), 30 — дом Тулиновых, на стене которого висит мемориальная доска:

В этом доме в 1837 году А. В. Кольцов встречался с поэтом В. А. Жуковским
- Ул. Большая Дворянская (ныне проспект Революции), 46 — дом, в котором жил А. В. Кольцов[46]. На стене дома висит мемориальная доска с ошибочным содержанием:

Здесь стоял дом, в котором жил народный поэт Алексей Васильевич Кольцов

### Адреса вСанкт-Петербурге
- 1838 год — Басков переулок, дом № 12.
- 1840 год — квартира В. Г. Белинского в доходном доме Алексеева — В. О., 6-я линия, дом № 53.

## Сочинения
- Стихотворения А. В. Кольцова / Первое полн. собр. под ред. П. В. Быкова; С биогр. очерком, крит. ст., примеч., портр., снимком почерка и 39 рис. и виньетками, исполн. чл. Т-ва рус. ил. — Санкт-Петербург: Г. Гоппе, ценз. 1892. — 32, XX, 140 с.
- Стихотворения. Полное собрание / А. В. Кольцов; ред. А. И. Введенский. — Санкт-Петербург: Изд. А. Ф. Маркса, 1892. — 158 с.
- Полное собрание стихотворений А. В. Кольцова: С его портр. и биогр. сост. Н. А. Макшеевой / Со многими рис. и снимками с картин худож.: Н. Богданова-Бельского, А. Васнецова, Е. Волкова [и др.]. — Москва: т-во И. Д. Сытина, 1910. — XXIV, 184 с.
- Кольцов А. В. Сочинения / Москва: "Художественная литература", 1966
- А. К. Кольцов "Косарь" / Стихотворения и письма /Вступительная статья и составление Борис Примеров — Москва: "Современник", 1984 — 334 с.
- Стихотвoрения / А. В. Кольцов. — Москва: Директ-Медиа, 2002. — 28 с.